# Hypomecis spissata
Hypomecis spissata là một loài bướm đêm trong họ Geometridae.